# Baylovtsé
Baylovtsé ou Bajlovce (en macédonien Бајловце) est un village du nord de la Macédoine du Nord, situé dans la municipalité de Staro Nagoritchané. Le village comptait 129 habitants en 2002.

## Démographie
Lors du recensement de 2002, le village comptait :
- Macédoniens : 126
- Serbes : 2
- Autres : 1